# Karim
Karim is een afkorting van een Arabische voornaam voor jongens. Karim betekent "gul, genereus" en komt van de Arabische woordwortel "karama (كرم)" wat "gul, vrijgevig zijn, vereren" betekent. Karim is een afkorting van '3abd al-Karīm' (عبد الكريم), 'dienaar van de Vrijgevige'. 'Karim' is een van de 99 Schone Namen van God die alle synoniem staan voor God.
De Koran (Qur'ān heet officieel "al-Qur'ān al-Karīm", doorgaans vertaald als "De edele Koran".